# 塩尻奈都子
塩尻 奈都子（しおじり なつこ、1983年7月9日 - ）は、フリーアナウンサー。

## 来歴・人物
京都府出身。身長157cm。 カナダ・バンクーバーのセント・ジョンズ・スクール（St.John's School）に留学し高校卒業資格を取得した後、2003年秋に関西大学総合情報学部に入学。2005年から舞夢プロに所属し、近畿地方を中心にタレントとして活躍。
2007年に関西大学総合情報学部を卒業。
2008年に名古屋テレビ放送（メ〜テレ）にアナウンサーとして入社。すぐに地上デジタル放送推進大使に任命されるが、仕事の兼ね合いからか、先輩アナウンサーの大嶽まどかが副大使としてイベント出演する事があった。2010年度にその役目は後輩の井上裕衣に引き継いだ。
2011年にはANNアナウンサー賞最優秀新人賞を獲得している。
趣味はスキーと映画鑑賞。特技は日本舞踊と英会話。
2018年6月11日、メ〜テレ『ドデスカ!』内にて入籍を発表。
2018年11月末をもってメ～テレから退社した。
2019年3月1日から、キャスタークリエイト・ジャパンに所属するフリーアナウンサーとなる。
2020年5月28日、第1子妊娠を報告。9月7日、第1子女児の出産を報告。

## 現在の担当番組
- がむしゃら BS松竹東急

## 過去の担当番組
- UP!（2008年9月 - 2011年4月1日 ）
- +UP!（2009年3月30日 - 2011年4月1日）
- START UP!（2010年4月 - 2011年4月1日）
- アクセる★ビリー!（2009年5月26日 - 2011年3月29日）
- メ〜テレNEWS
- どですか!（メ〜テレNEWS）
- 名古屋行き最終列車（アナウンサー 役、テレビ番組の司会者 役）
- ドデスカ!（2011年3月28日 - 2018年9月28日）

## 学生時代の出演番組
- おはようコールABC（朝日放送、2005年4月 - 2006年3月、おはようセレッソ）
- 大阪ほんわかテレビ（読売テレビ、2005年頃、シネマパラダイス）

他にはサンテレビ、福井テレビの番組に出演。

## CM
- 徳島製粉・金ちゃんラーメン ねぎ豚しおとんこつ、金ちゃんソース焼きそば

## 吹き替え
- レゴニンジャゴー ザ・ムービー